# 1. division i ishockey
1. division i ishockey er turneringen for mandlige klubhold på næstbedste niveau i dansk ishockey. Turneringen arrangeres af Danmarks Ishockey Union og rangerer umiddelbart under Superisligaen, men der er ingen automatisk op- og nedrykning mellem ligaerne på de to niveauer. Hold fra 1. division, der ønsker at rykke op i Superisligaen skal derimod ansøge DIU om særskilt licens til at deltage i den bedste danske række. Ligaen er åben for reservehold for holdene i Superisligaen og førstehold for klubber, der ikke er repræsenteret i Superisligaen.
Ligaen blev etableret i 1960 under navnet 2. division men skiftede i 1985 navn til 1. division samtidig med at den bedste række skiftede navn fra 1. division til Eliteserien.
Ifølge Danmarks Ishockey Unions turneringsbestemmelser er Divisionen ligaens officielle navn, men den omtales hyppigst i medierne under betegnelserne 1. division eller Division I.

## Historie
Indtil 1960 havde der ikke været et nationalt ligasystem for ishockey i Danmark. Dengang blev sporten udelukkende spillet på naturis, og klubberne havde med jævne mellemrum kunnet afholde regionale mesterskaber, og tre gange havde vejrliget endda givet mulighed for at afvikle et Danmarksmesterskab i løbet af en weekend med deltagelse af det bedste hold fra Jylland samt to sjællandske hold. Men i forbindelse med opførelsen af de første kunstfrosne baner i Danmark i efteråret 1959 blev der taget initiativ til at der fra 1960 blev oprettet et egentligt ligasystem for ishockeyklubberne i Danmark bestående af to divisioner – 1. division og 2. division.
2. division var fra starten inddelt i to geografisk opdelte kredse, øst- og vestkredsen, og vinderen af de to kredse spillede en playoffkamp om retten til at møde det hold, der sluttede på sidstepladsen i 1. division om den sidste plads i den bedste række i den efterfølgende sæson. Fra sæsonen 1967-68 blev kvalifikationskampene afskaffet til fordel for direkte oprykning til 1. division, så vinderen af 2. division var sikker på at rykke op og erstatte det hold, der endte på sidstepladsen i 1. division.

### 1960-62
I den første sæson blev østkredsen vundet af Furesøen, en helt nystiftet klub etableret af en gruppe gymnasiedrenge fra Holte Gymnasium, der var i god form og hurtigt trænede sig dygtige, og som vandt med hele 22-0 over vinderne af vestkredsen, IK Horsens, i playoffkampen mellem de to kredsvindere. I kampen om oprykning til 1. division lykkedes det også for sjællænderne at besejre holdet, der var sluttet på sidstepladsen i 1. division, Silkeborg Skøjteløberforening, og overtog dermed jydernes plads i den bedste række.
Året efter blev østkredsen vundet af de senere mangedobbelte Danmarksmestre fra Gladsaxe Skøjteløber-Forening, mens sejren i vestkredsen gik til Viborg IK, og i playoffkampen mellem de to kredsvindere var det igen sjællænderne, der var klart stærkest. Gladsaxe vandt med 12-1, og skulle derfor møde Esbjerg SK i en kamp om den sidste plads i 1. division i 1962-63, og endnu en gang lykkedes det for opkomlingene at besejre det etablerede hold. På hjemmebane vandt Gladsaxe SF med 6-5 og sikrede sig dermed oprykning til 1. division.

### 1962-64
I 1961 opførte Rødovre Kommune Danmarks første overdækkede skøjtebane. Det gav naturligvis gode træningsbetingelser for den lokale ishockeyklub, Rødovre SIK, som allerede i sæsonen 1962-63 blev vindere af 2. divisions østkreds, og som besejrede vinderen af vestkredsen, Viborg IK, i den sæsons playoffkamp mellem de to kredsvindere. Det lykkedes imidlertid ikke for Rødovre-holdet at rykke op i 1. division, eftersom oprykningskampen mod USG fra 1. division endte med et nederlag.
Men allerede den efterfølgende sæson kunne Rødovre SIK fejre oprykningen til 1. division. Klubben havde for andet år i træk vundet 2. division øst, og i playoffkampen vandt holdet med 4-0 over Silkeborg SF, hvilket var nok til at sikre oprykningen, eftersom DIU havde besluttet at 1. division skulle udvides fra fem til seks hold og derfor havde suspenderet nedrykningskampen i denne sæson.

### 1964-68
I sæsonen 1964-65 lykkedes det for første gang vinderen af vestkredsen at vinde playoffkampen mellem de to kredsvindere. Kampen stod mellem Vojens IK og AIK Frederiksholm fra København, og den blev spillet på Vojens Isstadion, som var blevet indviet i 1963. Sønderjyderne vandt kampen overlegent med 7-0, og kunne dermed overtage USG's plads i 1. division, eftersom københavnerne var blevet tvangsnedrykket til 2. division, fordi de var udeblevet fra en kamp i Esbjerg. Men så nemt skulle det ikke gå, for formanden for Dansk Ishockey Union, Knud Tønsberg, der var til stede i Vojens i forbindelse med playoffkampen, udtrykte tvivl om Vojens IK var stærke nok til at spille i 1. division og foreslog, at sønderjyderne spillede en "vejledende" kamp mod USG for at fastslå klubbernes styrkeforhold, hvorefter unionens repræsentantskab kunne beslutte, om holdet skulle rykke op. Dette forslag blev dog klart afvist af Vojens IK, som mente at man på sportslig vis havde sikret sig oprykning til 1. division. Og samtidig var USG heller ikke interesseret i en sådan kamp, fordi man var i gang med at protestere over tvangsnedrykningen til 2. division. Løsningen på det hele blev at Dansk Ishockey Union besluttede at udvide 1. division fra seks til syv hold den kommende sæson, så der blev plads til både USG og Vojens IK.
Vojens IK's første sæson i 1. division blev dog vanskelig, og holdet sluttede på sidstepladsen i rækken, hvilket betød, at det måtte ud i en kvalifikationskamp mod vinderen af 2. division for bevare sin plads i den bedste række. 2. division var den sæson blevet vundet af Varde Ishockey Klub, som dog måtte strække våben i oprykningskampen mod sønderjyderne, der vandt med 4-2.
I sæsonen 1966-67 blev de to kredse vundet af henholdsvis Herning IK og HIK. Og helt ekstraordinært rykkede begge klubber op i 1. division. Det skyldtes dels, at Dansk Ishockey Union ønskede 1. division udvidet fra syv til otte hold, dels at et af holdene i 1. division, USG, trak sig ud af turneringen.
Fra sæsonen 1967-68 blev kvalifikationskampene afskaffet til fordel for direkte oprykning til 1. division, så vinderen af 2. division var sikker på at rykke op og erstatte det hold, der endte på sidstepladsen i 1. division. Den første klub, der kunne drage fordel af denne strukturændring var AaB Ishockey, som i 1967-68 vandt 2. division og dermed rykkede direkte op i 1. division som erstatning for HIK.

### 1968-71
I 1968 blev de to 2. divisions-kredse lagt sammen til én række, og den første vinder af den nye landsdækkende 2. division blev HIK, som dermed kunne vende tilbage til 1. division efter blot en enkelt sæson i den næstbedste række. Året efter var der hele to oprykningspladser på spil for 2. divisionsholdene, fordi 1. division igen skulle udvides – denne gang fra otte til ti hold. Oprykningspladserne gik til AaB Ishockey og Hvidovre IK. Opholdet i den bedste række blev imidlertid kort for Hvidovre IK, eftersom holdet rykkede ned igen den følgende sæson, hvor de blev erstattet af en anden debutant i 1. division, nemlig Tårnby Boldklub, som i 1970-71 vandt 2. division.

## Sæsoner
| 2. division 1960−68 |              |                   |              |                           |
| Sæson               | Vindere      | Vindere           | Vindere      | Oprykning til 1. division |
| Sæson               | Vest-kredsen | Øst-kredsen       | Playoff      | Oprykning til 1. division |
| 1960-61             | IK Horsens   | Furesøen          | Furesøen     | Furesøen                  |
| 1961-62             | Viborg IK    | Gladsaxe SF       | Gladsaxe SF  | Gladsaxe SF               |
| 1962-63             | Viborg IK    | Rødovre SIK       | Rødovre SIK  | –                         |
| 1963-64             | Silkeborg SF | Rødovre SIK       | Rødovre SIK  | Rødovre SIK               |
| 1964-65             | Vojens IK    | AIK Frederiksholm | Vojens IK    | Vojens IK                 |
| 1965-66             | Varde IK     | AIK Frederiksholm | Varde IK     | –                         |
| 1966-67             | Herning IK   | HIK               | Herning IK   | Herning IK, HIK           |
| 1967-68             | AaB Ishockey | Gladsaxe SF 2     | AaB Ishockey | AaB Ishockey              |

| 2. division 1968−71 |                 |                           |
| Sæson               | Vinder          | Oprykkere til 1. division |
| 1968-69             | HIK             | HIK                       |
| 1969-70             | AaB Ishockey    | AaB Ishockey, Hvidovre IK |
| 1970-71             | Tårnby Boldklub | Tårnby Boldklub           |

| 2. division 1971−73 |                  |             |                           |
| Sæson               | Vest-kredsen     | Øst-kredsen | Oprykkere til 1. division |
| 1971-72             | IK Aalborg       | Hvidovre IK | IK Aalborg                |
| 1972-73             | Frederikshavn IK | Hvidovre IK | Frederikshavn IK          |

| 2. division 1973−77 |                  |                                 |                           |
| Sæson               | Vinder           | Kval. til kvalifikationsspil    | Oprykkere til 1. division |
| 1973-74             | Brøndby IC       | Brøndby IC, Tårnby Boldklub     | Brøndby IC                |
| 1974-75             | Hvidovre IK      | Hvidovre IK, IK Aalborg         | Hvidovre IK               |
| 1975-76             | Frederikshavn IK | Frederikshavn IK, IK Skovbakken | –                         |
| 1976-77             | Frederikshavn IK | Frederikshavn IK, IK Aalborg    | –                         |

| 2. division 1977−85 |                  |                                                                      |
| Sæson               | Vinder           | Oprykkere til 1. division                                            |
| 1977-78             | Frederikshavn IK | Frederikshavn IK                                                     |
| 1978-79             | Hvidovre IK      | Hvidovre IK                                                          |
| 1979-80             | Frederikshavn IK | Frederikshavn IK                                                     |
| 1980-81             | HIK              | HIK                                                                  |
| 1981-82             | Herlev IK        | Herlev IK                                                            |
| 1982-83             | Esbjerg IK       | Esbjerg IK                                                           |
| 1983-84             | Frederikshavn IK | Frederikshavn IK, Herning IK, Gladsaxe SF, IK Skovbakken, IK Aalborg |
| 1984-85             | ?                | –                                                                    |

Fra og med sæsonen 1985-86 rykkede vinderen af 1. division direkte op i Eliteserien, mens nr. 2 og 3 i 1. division spillede kvalifikationsspil sammen med to Eliteserie-hold om de sidste ledige pladser i Eliteserien. I 1992 blev Eliteserien udvidet fra otte til ti hold, og derfor blev både nr. 1 og 2 i 1. division i sæsonen 1991-92 rykket direkte op i Eliteserien, mens nr. 3 og 4 gik videre til kvalifikationsspillet. Derefter var det imidlertid slut med direkte oprykning fra 1. division til Eliteserien. Fra og med sæsonen 1993-94 kvalificerede de to bedste hold i 1. division sig til kvalifikationsspillet, hvor de skulle kæmpe om oprykning mod de fire dårligste hold fra Eliteserien.
| 1. division 1985−96 |             |               |               |                            |                                     |
| Sæson               | Nr. 1       | Nr. 2         | Nr. 3         | Kvalifikationsspil         | Oprykkere til Eliteserien           |
| 1985-86             | AaB         | Rungsted IK   | Gladsaxe SF   | Rungsted IK, Gladsaxe SF   | AaB                                 |
| 1986-87             | Gladsaxe SF | Rungsted IK   | HIK           | Rungsted IK, HIK           | Gladsaxe SF                         |
| 1987-88             | HIK         | Vojens IK     | Rungsted IK   | Vojens IK, Rungsted IK     | HIK                                 |
| 1988-89             | Vojens IK   | Rungsted IK   | IK Skovbakken | Rungsted IK, IK Skovbakken | Vojens IK                           |
| 1989-90             | Rungsted IK | IK Skovbakken | KSF           | IK Skovbakken              | Rungsted IK                         |
| 1990-91             | Odense IK   | Vojens IK     | Herning IK 2  | Vojens IK, KSF             | Odense IK                           |
| 1991-92             | Gladsaxe SF | Rungsted IK   | KSF           | KSF, Vojens IK             | Gladsaxe SF, Rungsted IK, Vojens IK |
| 1992-93             | Hvidovre IK | Herlev IK     | KSF           | Hvidovre IK, Herlev IK     | Hvidovre IK                         |
| 1993-94             | Herlev IK   | Gladsaxe SF   | ?             | Herlev IK, Gladsaxe SF     | –                                   |
| 1994-95             | Gladsaxe SF | Herning IK 2  | Århus IK      | Gladsaxe SF, Århus IK      | –                                   |
| 1995-96             | ?           | ?             | ?             | Gladsaxe SF, KSF           | –                                   |

I sæsonerne 1996-97 og 1997-98 blev Danmarksturneringen i ishockey afviklet efter et bemærkelsesværdigt format. I Superisligaen spillede de 10 hold i grundspillet om seks pladser i DM-kvartfinalerne. De sidste fire hold spillede videre i "Den fortsatte Eliteserie" sammen med de fire bedste hold fra 1. division om de sidste to kvartfinalepladser. Det betød, at holdene i 1. division teoretisk set havde mulighed for at vinde DM-titlen, selvom de ikke startede sæsonen i den bedste række. De resterende seks hold spillede til sidst kvalifikation om de sidste to ledige pladser i Eliteserien den kommende sæson.
I dette format lykkedes det imidlertid ikke på noget tidpunkt for et 1. divisionshold at kvalificere sig til en DM-kvartfinale eller opnå oprykning til Eliteserien.
| 1. division 1996−98 |             |       |           |                                         |                           |
| Sæson               | Nr. 1       | Nr. 2 | Nr. 3     | Den fortsatte Eliteserie                | Oprykkere til Eliteserien |
| 1996-97             | ?           | ?     | ?         | KSF, Århus IK, Gladsaxe SF, Herlev IK   | –                         |
| 1997-98             | Gladsaxe SF | KSF   | Herlev IK | Gladsaxe SF, KSF, Herlev IK, Kastrup IC | –                         |

Fra sæsonen 1998-99 vendte man tilbage til formatet med, at de to bedste hold fra 1. division spillede kvalifikationsspil mod de(t) dårligste hold i Superisligaen. Kvalifikationsspillet om op- og nedrykning mellem Superisligaen og 1. division blev afskaffet i 2002, hvor man gik over til, at klubberne kun kunne opnå deltagelse i Superisligaen ved at søge om licens til dette.
| 1. division 1998−2003 |              |              |               |                          |                             |
| Sæson                 | Nr. 1        | Nr. 2        | Nr. 3         | Kvalifikationsspil       | Oprykkere til Superisligaen |
| 1998-99               | ?            | ?            | ?             | Gladsaxe SF, KSF         | Gladsaxe SF, Herlev IK      |
| 1999-2000             | Herning IK 2 | IC Gentofte  | Århus IK      | IC Gentofte              | –                           |
| 2000-01               | Hvidovre IK  | Herning IK 2 | Gladsaxe SF   | Hvidovre IK, Gladsaxe SF | Hvidovre IK                 |
| 2001-02               | IC Gentofte  | Gladsaxe SF  | Esbjerg IK 2  | IC Gentofte, Gladsaxe SF | –                           |
| 2002-03               | IC Gentofte  | Esbjerg IK 2 | Rungsted IK 2 | –                        | –                           |

I 2003 blev holdene inddelt i fire regionale puljer, hvor de to bedste hold i hver pulje gik videre til playoff-kampene om mesterskabet i 1. division.
| 1. division 2003−05 |              |              |                 |                   |                   |                   |                   |
| Sæson               | Playoff      | Playoff      | Playoff         | Grundspilsvindere | Grundspilsvindere | Grundspilsvindere | Grundspilsvindere |
| Sæson               | Guld         | Sølv         | Bronze          | Jylland Nord      | Jylland Syd       | Sjælland Nord     | Sjælland Syd      |
| 2003-04             | IC Gentofte  | Esbjerg IK 2 | Ama'r Jets      | Aalborg IK 2      | Esbjerg IK 2      | IC Gentofte       | Ama'r Jets        |
| 2004-05             | Aalborg IK 2 | Ama'r Jets   | Hvidovre Wolves | Aalborg IK 2      | Esbjerg IK 2      | IC Gentofte       | Ama'r Jets        |

I 2005 blev de fire regionale puljer slået sammen til to puljer – en vest- og en øst-pulje, der hver sendte fire hold videre til playoff.
| 1. division 2005−09 |                   |                  |                            |                   |                   |
| Sæson               | Playoff           | Playoff          | Playoff                    | Grundspilsvindere | Grundspilsvindere |
| Sæson               | Guld              | Sølv             | Bronze                     | Vest-puljen       | Øst-puljen        |
| 2005-06             | Herning IK 2      | Hvidovre Wolves  | IC Gentofte                | Herning IK 2      | Hvidovre Wolves   |
| 2006-07             | Hvidovre Wolves   | Århus Crocodiles | Herning IK 2 Rødovre SIK 2 | Århus Crocodiles  | Hvidovre Wolves   |
| 2007-08             | Herning IK 2      | IC Gentofte      | AaB Ishockey 2             | Herning IK 2      | IC Gentofte       |
| 2008-09             | IC Gentofte Stars | Herning IK 2     | Ama'r Jets                 | Herning IK 2      | IC Gentofte Stars |

I 2009 blev vest-puljen igen opdelt i to regionale puljer.
| 1. division 2009−10 |                   |             |              |                   |                   |                   |
| Sæson               | Playoff           | Playoff     | Playoff      | Grundspilsvindere | Grundspilsvindere | Grundspilsvindere |
| Sæson               | Guld              | Sølv        | Bronze       | Nord-puljen       | Syd-puljen        | Øst-puljen        |
| 2009-10             | IC Gentofte Stars | Odense IK 2 | Esbjerg IK 2 | AaB Ishockey 2    | Esbjerg IK 2      | IC Gentofte Stars |

Fra 2010 samledes alle holdene igen i en landsdækkende liga, hvorfra de otte bedste hold gik videre til playoff-kampene om mesterskabet i 1. division.
| 1. division 2010−17 |                   |                   |                              |                   |
| Sæson               | Playoff           | Playoff           | Playoff                      | Grundspilsvinder  |
| Sæson               | Guld              | Sølv              | Bronze                       | Grundspilsvinder  |
| 2010-11             | Rødovre SIK 2     | AaB Ishockey 2    | IC Gentofte Stars            | IC Gentofte Stars |
| 2011-12             | IC Gentofte Stars | Herning IK 2      | Rødovre SIK 2                | Herning IK 2      |
| 2012-13             | Rungsted IK       | IC Gentofte Stars | Frederikshavn IK 2 IK Aarhus | IC Gentofte Stars |
| 2013-14             | IC Gentofte Stars | Hvidovre Fighters | Odense IK 2                  | IC Gentofte Stars |
| 2014-15             | Rødovre SIK 2     | Amager Ishockey   | Odense IK 2                  | Herning IK 2      |
| 2015-16             | Vojens IK 2       | Hvidovre Fighters | Herning IK 2                 | Amager Ishockey   |
| 2016-17             | Hvidovre Fighters | Rødovre SIK 2     | Gladsaxe Bears               | Amager Islanders  |

I 2017 blev holdene igen inddelt i to regionale puljer, men der blev fortsat afviklet et landsdækkende slutspil med hold fra begge puljer. I sæsonen 2019-20 brød COVID-19-pandemien ud i Danmark i begyndelsen af marts, hvorefter det igangværende slutspil blev afbrudt og ikke genoptaget. I 2020-21 kom grundspillet næsten ikke i gang, før myndighederne på grund af pandemiens opblussen i Danmark igen valgte at lukke ned for breddeidræt, og for andet år i træk blev sæsonen ikke færdigspillet. 
| 1. division 2017−23 |                                           |                                           |                                           |                                           |                                           |
| Sæson               | Playoff                                   | Playoff                                   | Playoff                                   | Grundspilsvindere                         | Grundspilsvindere                         |
| Sæson               | Guld                                      | Sølv                                      | Bronze                                    | Vest-puljen                               | Øst-puljen                                |
| 2017-18             | Gladsaxe Bears                            | Jutland Vikings                           | Herning IK 2                              | Herning IK 2                              | Gladsaxe Bears                            |
| 2018-19             | IC Gentofte Stars                         | Hvidovre IK                               | Vojens IK 2                               | Herning IK 2                              | IC Gentofte Stars                         |
| 2019-20             | Slutspil afbrudt pga. COVID-19-pandemien  | Slutspil afbrudt pga. COVID-19-pandemien  | Slutspil afbrudt pga. COVID-19-pandemien  | Herning IK 2                              | IC Gentofte Stars                         |
| 2020-21             | Grundspil afbrudt pga. COVID-19-pandemien | Grundspil afbrudt pga. COVID-19-pandemien | Grundspil afbrudt pga. COVID-19-pandemien | Grundspil afbrudt pga. COVID-19-pandemien | Grundspil afbrudt pga. COVID-19-pandemien |
| 2021-22             | Rødovre SIK 2                             | Hvidovre IK                               | Vojens IK 2 IC Gentofte Stars             | Vojens IK 2                               | Hvidovre IK                               |
| 2022-23             | Hvidovre IK                               | Gladsaxe Bears                            | Aalborg IK 2 Rødovre SIK                  | Aalborg IK 2                              | Gladsaxe Bears                            |

I 2023 blev holdene igen samlet i en landsdækkende division. 
| 1. division 2023− |              |              |                             |                   |
| Sæson             | Playoff      | Playoff      | Playoff                     | Grundspilsvindere |
| Sæson             | Guld         | Sølv         | Bronze                      | Grundspilsvindere |
| 2023-24           | Esbjerg IK 2 | Aalborg IK 2 | Herning IK 2 Gladsaxe Bears | Esbjerg IK 2      |
| 2024-25           | Herning IK 2 | Aalborg IK 2 | Vojens IK 2 Odense IK 2     | Herning IK 2      |